# Melissa Barrera
Melissa Barrera Martínez (Monterrey, Nuevo León; 4 de julio de 1990) es una actriz y cantante mexicana. 
Barrera es conocida por sus trabajos en telenovelas como Siempre tuya Acapulco (2013) y Tanto amor (2015), en series como Club de Cuervos (2017), Vida (2018-2020) y Keep Breathing (2022), y en películas como In the Heights (2021), Scream (2022), Scream VI (2023), y Abigail (2024)

## Primeros años
Melissa Barrera Martínez nació el 4 de julio de 1990 en Monterrey, Nuevo León, siendo hija de Tomás Barrera y Rossana Martínez. Es la mayor de sus tres hermanas. En su infancia, aspiraba a convertirse en cantante y soñaba con participar en Código F.A.M.A., un reality show para niños producido por Televisa, para el que audicionó para una de sus temporadas sin conseguir ser elegida. Centrada en la vida académica, estudió en el colegio privado American School Foundation of Monterrey, donde tuvo sus primeras incursiones como actriz, ya que intervino en algunas obras teatrales musicales producidas por la institución, como Voices, Grease, Aida y Footloose. Al concluir su educación secundaria, se trasladó a los Estados Unidos para estudiar arte dramático y teatro musical en la escuela New York University Tisch School of the Arts, siendo la única estudiante mexicana de su generación.

## Carrera

### 2011−2013:La Academiay debut actoral
En 2011, como una alternativa a su fallido intento de ingresar a Código F.A.M.A., a los 21 años de edad audicionó y fue elegida como una de las participantes de la novena entrega del reality show musical La Academia, producido por la televisora TV Azteca. En la antedicha emisión, mostró sus cualidades para el cantó; sin embargo, dicho por ella, su experiencia en el show no fue del todo grata debido a los desmotivantes comentarios de sus profesores y los jueces, el hecho de estar encerrada sin saber nada de lo que pasaba en el exterior, y por enterarse de que la mayoría de los episodios ya estaban arreglados para ir sacando a cada uno de los participantes.
Luego de 12 semanas de permanencia en el programa, fue eliminada en la número 13, pero la noche de su expulsión, se le informó que Maricarmen Marcos, una productora de televisión de la empresa, la quería para hacerle una prueba que tendría como fin darle un papel en la telenovela La mujer de Judas de 2012, el cual consiguió. En una entrevista de 2023, Barrera declaró que esto último ya estaba arreglado y que dado a los estudios y experiencias actorales con las que ya contaba, su entrada al programa había sido solo para poder comprobar si tenía aptitudes para la actuación. Seguidamente de La mujer de Judas, TV Azteca la contrató para otro rol en la producción La otra cara del alma, en la que trabajo de 2012 a 2013.

### 2013−2017: éxito inicial en México
En 2013, formó un dúo de música dance pop con Sebastián Martingaste, un cantante argentino exparticipante de la séptima temporada de La Academia. Bautizaron su dupla como «Melissa y Sebastián», y grabaron un álbum homónimo, del que se desprendió el sencillo «Mamma María», una versión en español de la canción del grupo italiano Ricchi e Poveri, que tuvo buena recepción. El 6 de mayo, estrenaron un video para esa melodía, y el 21 de octubre, lanzaron un segundo sencillo, titulado «Nadie como tú». Aunque su propuesta musical fue muy publicitada en medios de comunicación, hicieron presentaciones en vivo, y se encontraban siendo bien recibidos, en 2014, se separaron debido a que Barrera decidió continuar enfocada con su carrera como actriz. Ese año, hizo su debut en el cine con L for Leisure, una película estadounidense, mientras que trabajando con TV Azteca, obtuvo su primer papel protagónico con la telenovela Siempre tuya Acapulco. Gracias a su desempeño en dicho melodrama y debido a la audiencia que generó, en 2015, la cadena de televisión nuevamente la eligió para un protagónico, obteniendo el papel principal en la telenovela Tanto amor. Adicionalmente, presentó un videoclip para la versión a dueto que realizó con el intérprete Kalimba de la canción «Volver a caer», un tema compuesto por este último que fue utilizado como tema de entrada para la novela.
Luego de finalizar las transmisiones de Tanto amor, Barrera concluyó su periodo laboral con TV Azteca, y en 2016, intervino en las cintas Manual de principiantes para ser presidente y El Hotel, y además, «migró» a la televisora Imagen Televisión para aparecer en un papel de apoyo como invitada especial en la telenovela Perseguidos, la cual concluyó en 2017. El mismo año, fue seleccionada para aparecer en la tercera temporada de la serie de televisión Club de Cuervos, con un personaje recurrente, y también actuó en su cuarta película, protagonizando Sacúdete las penas.

### 2018−2022: llegada a los Estados Unidos
En 2018, participó en su quinta y última película en México, Dos veces tú. Al poco tiempo, emigró a los Estados Unidos en busca de nuevas oportunidades laborales, asentandose en Los Ángeles, California, y consiguiendo uno de los papeles principales en la serie Vida, en la que trabajo hasta 2020 en sus tres temporadas y por la que fue nominada a un premio Imagen en la categoría a mejor actriz de comedia televisiva.
En 2020, durante el transcurso de la pandemia de COVID-19, fue parte de «Pride and Prejudice», un episodio de Acting for a Cause, una serie realizada a través de la plataforma de videollamadas Zoom Video Communications, en la que se realizaron lecturas escenificadas de obras famosas para obtener donaciones en apoyo a la investigación sobre el sida; en adición a lo anterior, publicó un sencillo con la discográfica Gracias Uniwerso, titulado «Stay home with me». En 2021, apareció en el video musical de «Say less», un sencillo del actor y cantante Anthony Ramos, y por su parte, ella estreno la canción «Una y otra vez». Ese mismo año, coprotagonizó la adaptación cinematográfica de la obra de musical de Broadway In the Heights, y protagonizó la cinta All the World Is Sleeping. Por su trabajo en la producción In the Heights, fue nominada a un premio de la Asociación de Críticos de Hollywood en la categoría a mejor actriz, y también a un Premio Satellite en la categoría a mejor actriz dramática.

### 2022−presente
En 2022, consagró su carrera al interpretar a Samantha Carpenter, el rol principal en Scream, la quinta película de la franquicia homónima. A la par, tuvo tres protagónicos más, el primero en el drama de supervivencia Keep Breathing, una serie de duración limitada producida por Netflix, el segundo en Carmen, una película de drama musical , y el último en Bed Rest, un filme de terror sobrenatural. Gracias a sus trabajos relacionados con el cine de terror en 2022, Barrera se coronó como una de las pocas reinas del grito mexicanas, un término utilizado para identificar a las actrices asociadas a dicho género cinematográfico.

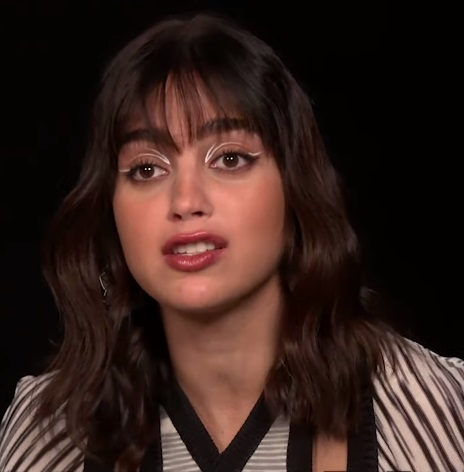
Fotografiada en 2023.

En 2023, retomó su papel como Samantha Carpenter en Scream VI, y se encontraba programada para protagonizar la séptima entrega de la franquicia, sin embargo, en noviembre, se informó que había sido despedida del proyecto por su postura sobre guerra en la Franja de Gaza que inició en octubre de 2023, donde acusaba a Israel de «causar una limpieza étnica» contra los palestinos.
En abril de 2024, se estrenó Abigail, una cinta de terror en la que protagonizó interpretando a Joey, una aspirante a secuestradora que queda a la merced de la venganza de una niña vampira a la que secuestra junto a otras personas. En octubre, se lanzó su comedia de terror romántica, Your Monster.
Entre sus proyectos futuros, se encuentra su participación en las películas; The Collaboration, en la que interpreta el papel de Maya.

## Vida personal y activismo
En febrero de 2019, durante las grabaciones de la sobredicha serie, Melissa contrajo matrimonio con el artista musical Francisco Xavier Zazueta, a quien conoció en 2011 siendo compañeros en el programa de La Academia. Con videos de su boda, ese año su esposo lanzó el sencillo «Melissa», un tema que cantó y compuso para ella.

### Apoyo a Palestina
Ella es una activista en apoyo de Palestina y ha declarado su deseo de que concluya el conflicto israelí-palestino. Se unió a una marcha en su proyección en el Festival de Cine de Sundance para celebrar las vidas de Palestina.
No obstante, este apoyo le costaría ser expulsada de la película Scream 7 en 2023, tras haber realizado publicaciones en sus redes sociales en apoyo a Palestina, en las que describió las acciones de Israel en la guerra de Gaza que recién estallaba a finales de ese año, incluido el «acorralar a todos, sin tener adónde ir, sin electricidad ni agua», como métodos de «genocidio y limpieza étnica». El director de Scream 7, Christopher Landon, comentó que la salida de Barrera «no fue su decisión». Posteriormente, Spyglass Media Group, la principal compañía productora de la cinta, emitió una declaración en la que afirmaron tener «cero tolerancia con el antisemitismo o la incitación al odio en cualquier forma, incluidas las falsas referencias al genocidio y la limpieza étnica». Deadline Hollywood escribió que sus publicaciones «fueron interpretadas como antisemitas por personas cercanas a la producción cinematográfica». Barrera respondió diciendo que «seguirá hablando por aquellos que más lo necesitan y seguirá abogando por la paz y la seguridad, por los derechos humanos y la libertad». Varias personas la defendieron tras su despido, expresando indignación porque Spyglass calificó sus comentarios de antisemitas.
Barrera también compartió una carta abierta instando a los líderes mundiales a pedir un alto al fuego en el ataque israelí contra Gaza. La carta fue firmada por ella y otras 340 celebridades, entre ellas Joaquin Phoenix y Cate Blanchett. El 1 de diciembre, 1,300 actores y artistas de la industria del cine y el entretenimiento escribieron y firmaron una carta condenando el despido de Barrera, entre otros casos, por «reprimir, silenciar y estigmatizar sistemáticamente las voces y perspectivas palestinas. Esto incluye atacar y amenazar los medios de vida de los artistas y trabajadores del arte que expresan solidaridad con los palestinos». Entre los firmantes estuvieron Olivia Colman, Paapa Essiedu, Harriet Walter, y Aimee Lou Wood.

## Discografía

### Álbumes
| Año  | Título              | Discográfica              |
| 2013 | Melissa & Sebastián | TV Azteca S.A.B., de C.V. |

### Álbumes recopilatorios
| Año  | Título                                              | Discográfica                   | Notas                          |
| 2021 | In the heights - original motion picture soundtrack | Atlantic Recording Corporation | Banda sonora de In the Heights |

### Sencillos
| Año  | Título                                      | Discográfica              |
| 2013 | Mamma María                                 | TV Azteca S.A.B., de C.V. |
| 2015 | Volver a caer (en colaboración con Kalimba) | Desconocida               |
| 2020 | Stay home with me                           | Gracias Uniwerso          |
| 2021 | Una y otra vez                              | Gracias Uniwerso          |

## Filmografía

### Cine
| Año  | Título                                      | Papel                  | Ref.   |
| ---- | ------------------------------------------- | ---------------------- | ------ |
| 2014 | L for Leisure                               | Kennedy                | [ 19 ] |
| 2016 | Manual de principiantes para ser presidente | Brisa Carreiro         |        |
| 2016 | El Hotel                                    | Karina                 |        |
| 2017 | Sacúdete las penas                          | Luisa Martin Del Campo |        |
| 2018 | Dos veces tú                                | Daniela Cohen          |        |
| 2021 | In the Heights                              | Vanessa Morales        |        |
| 2022 | Scream                                      | Samantha Carpenter     | [ 68 ] |
| 2022 | Carmen                                      | Carmen                 |        |
| 2022 | Bed Rest                                    | Julie Rivers           |        |
| 2023 | Scream VI                                   | Samantha Carpenter     |        |
| 2024 | Abigail                                     | Joey                   | [ 49 ] |
| 2024 | Your Monster                                | Laura Franco           | [ 52 ] |
| 2024 | The Collaboration                           | Maya                   | [ 54 ] |

### Televisión
| Año       | Título                | Papel               | Notas                           |
| --------- | --------------------- | ------------------- | ------------------------------- |
| 2011      | La Academia           | Ella misma          | Participante                    |
| 2012      | La mujer de Judas     | Zulamita            |                                 |
| 2012–13   | La otra cara del alma | Mariana Durán       |                                 |
| 2014      | Siempre tuya Acapulco | Olvido Pérez        |                                 |
| 2015      | Tanto amor            | Mía González        |                                 |
| 2016–17   | Perseguidos           | Liliana Rincón      |                                 |
| 2017      | Club de Cuervos       | Isabel Cantú        |                                 |
| 2018–2020 | Vida                  | Lynn Hernández      |                                 |
| 2020      | Acting for a Cause    | Elizabeth Bennet    | Episodio: «Pride and Prejudice» |
| 2022      | Keep Breathing        | Olivia «Liv» Lozano |                                 |
| TBA       | Copenhagen            | Michelle            | [ 69 ]                          |

## Premios y nominaciones
| Premio                        | Año  | Trabajo nominado | Categoría                                       | Resultado | Ref(s)        |
| ----------------------------- | ---- | ---------------- | ----------------------------------------------- | --------- | ------------- |
| Imagen Awards                 | 2021 | Vida             | Mejor Actriz - Televisión (Comedia)             | Nominada  | [ 32 ]        |
| Hollywood Critics Association | 2021 | In the Heights   | Mejor Actriz                                    | Nominada  | [ 37 ]        |
| Satellite Awards              | 2022 | In the Heights   | Satellite a la mejor actriz dramática           | Nominada  | [ 38 ]        |
| IMDb                          | 2022 | Scream           | Medidor de estrellas favoritas de los fanáticos | Ganadora  | [ 70 ] [ 71 ] |